# Schorfheide-Attentat
Das Schorfheide-Attentat war ein vermeintliches Attentat, das am 19. Juni 1934 auf den nationalsozialistischen Politiker und Reichsführer der SS Heinrich Himmler in der Schorfheide bei Berlin verübt wurde.

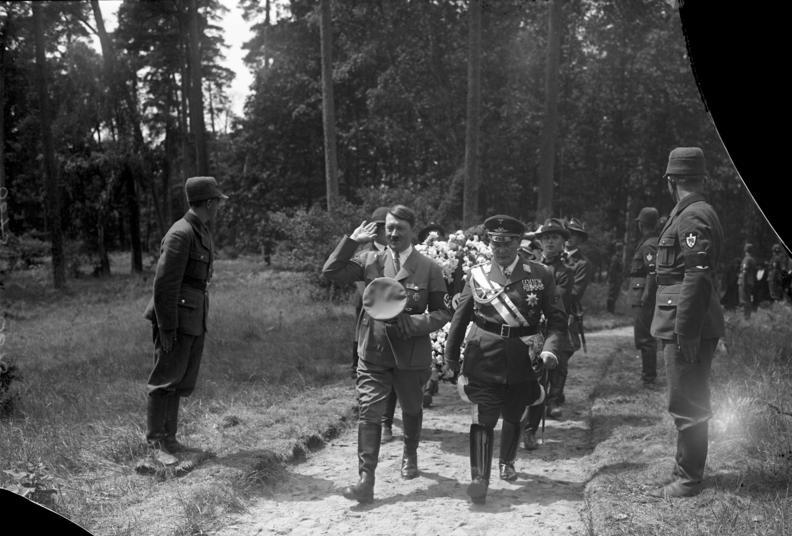
Überführung der verstorbenen Frau Hermann Görings, Carin Göring, von Schweden in die Schorfheide am 19. Juni 1934. Das vermeintliche Attentat fand statt, als Himmler von diesem Ereignis nach Berlin zurückfuhr.

## Der Vorfall vom 19. Juni 1934 und seine Folgen

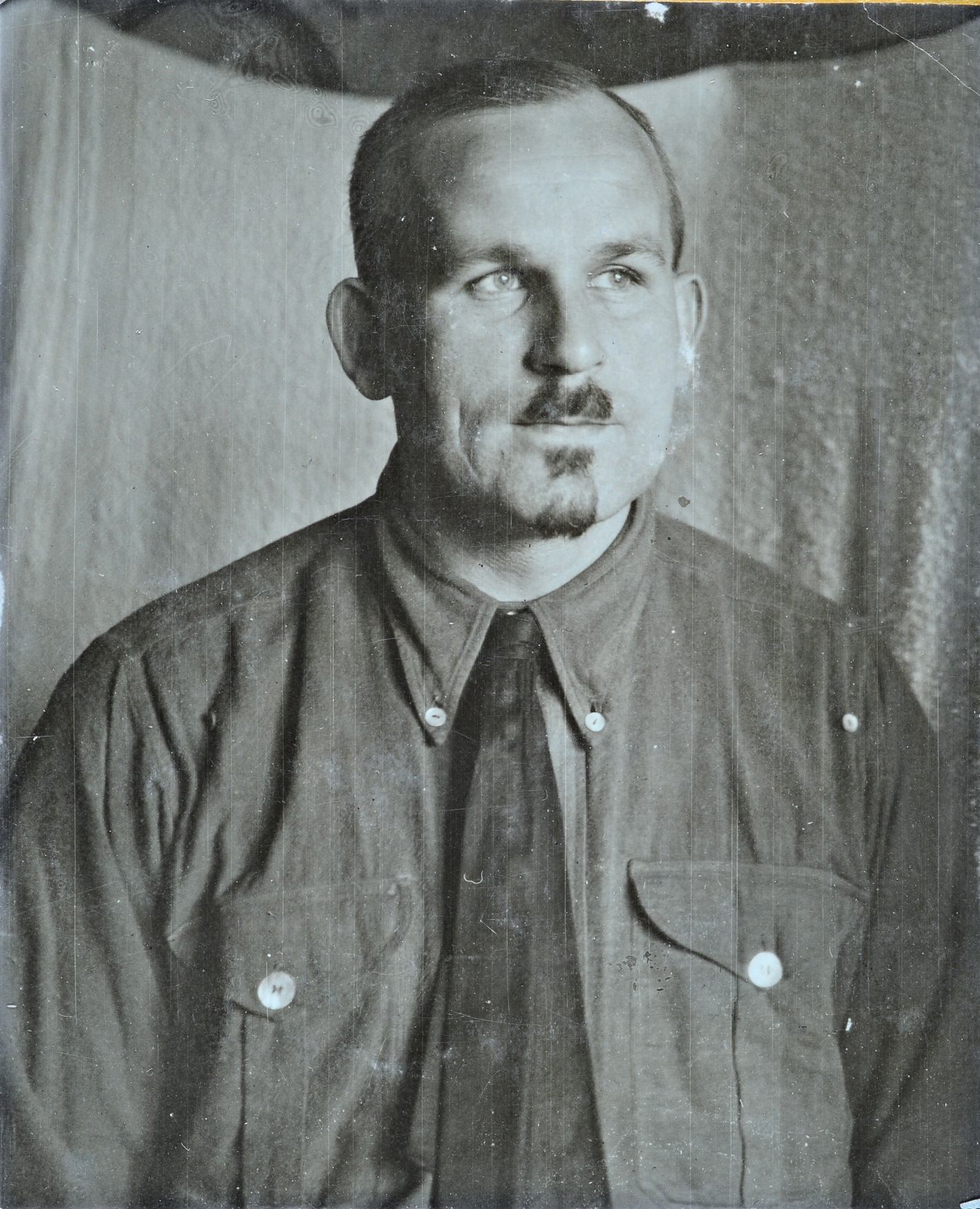
Karl Belding, der als angeblicher „Attentäter“ am 1. Juli 1934 erschossen wurde

Heinrich Himmler, der seit 1929 als Reichsführer SS amtierte und seit April 1934 in Personalunion die Position des Inspekteurs der Geheimen Staatspolizei (de facto Chef des Geheimen Staatspolizeiamtes in Berlin) bekleidete, wohnte am 19. Juni 1934 der Überführung des Sarges von Carin Göring, der 1931 verstorbenen ersten Ehefrau des seit 1933 als preußischer Ministerpräsident amtierenden Hermann Göring auf dessen Landsitz Carinhall in der Schorfheide bei. Der Leichnam von Görings Ehefrau, einer gebürtigen Schwedin, war zu diesem Zweck im Juni 1934 von Schweden, wo sie ursprünglich beigesetzt worden waren, nach Deutschland überführt worden und wurde nun, am 19. Juni 1934, im Rahmen eines feierlichen Staatsaktes in Anwesenheit zahlreicher Honoratioren, darunter Adolf Hitler und Heinrich Himmler, in der Gruft eines eigens zur Beherbergung ihres Sarges errichteten repräsentativen Mausoleums auf Görings Landsitz beigesetzt.
Auf der Rückfahrt von diesem Staatsakt nach Berlin durchschlug ein Objekt die Windschutzscheibe der Maybach-Limousine Himmlers und verletzte diesen am Arm. Himmler selbst war überzeugt, dass es sich bei diesem Objekt um ein Geschoss handelte, das ein Attentäter auf ihn abgefeuert habe, um ihn zu töten. Andere den Vorgängen nahe stehende Personen erklärten demgegenüber später, dass es sich vermutlich nicht um ein Geschoss, sondern um einen von Himmlers in schnellem Tempo fahrenden Auto – oder von einem anderen, Himmlers Auto überholenden Auto – aufgewirbelten Stein oder ähnliches gehandelt habe und dass es sich bei der Episode daher wohl nicht um einen Anschlag auf das Leben Himmlers, sondern um einen Unfall gehandelt habe. Der damals im Reichsinnenministerium tätige Hans Bernd Gisevius behauptete nach dem Zweiten Weltkrieg in seinen Memoiren, dass der Polizeigeneral Kurt Daluege die offizielle Untersuchung des Vorfalls geleitet habe, die in ihrem Abschlussbericht zu dem Ergebnis gekommen sei, dass die Episode kein Attentat gewesen sei, sondern dass es sich bei dem die Scheibe von Himmlers Wagen durchschlagenden Objekt lediglich um einen Steinschlag gehandelt habe, der durch die Bodenbeschaffenheit der Straße, auf der Himmlers Auto fuhr, und das Fahrverhalten von Himmlers Wagen oder eines anderen Wagens verursacht worden sei.
Den Angaben Gisevius’ zufolge habe Himmler das Ergebnis der polizeilichen Untersuchung nicht akzeptiert, sondern sich stattdessen überzeugt gegeben, dass die Sturmabteilung (SA), die sich zu dieser Zeit in einem unter der Oberfläche schwelenden Dauerkonflikt mit seiner SS befand, für den Vorfall – den er weiterhin als Attentat ansah – verantwortlich sei. Im Zuge der wenige Tage später durchgeführten politischen „Säuberungswelle“ vom 30. Juni 1934 ließ Himmler daher die im Frühjahr 1934 aus Berlin nach Breslau versetzten SA-Standartenführer und Kriminalbeamten im Gestapo-Dienst Karl Belding und Bernhard Fischer-Schweder, die er als Attentäter identifiziert zu haben meinte, von der SS in Breslau verhaften. Beide wurden an diesem Tag, als sie an ihrem Arbeitsplatz im Breslauer Polizeipräsidium zum Dienst erschienen, von der SS, die in den Morgenstunden dieses Tages die vollziehende Gewalt in Schlesien übertragen bekommen hatte und die daraufhin die Kontrolle über die Breslauer Polizei übernommen hatte, verhaftet und ins Hausgefängnis des Polizeipräsidiums eingesperrt. Dort wurden sie zusammen mit zahlreichen weiteren verhafteten SA-Angehörigen festgehalten. Belding wurde in den frühen Morgenstunden des 1. Juli 1934 auf Befehl aus Berlin hin aus dem Hausgefängnis geholt und zusammen mit sechs weiteren SA-Angehörigen in einem Waldgebiet außerhalb von Breslau von einem SS-Kommando unter Leitung des SS-Obersturmführers Heinz Schlumps erschossen. Fischer-Schweder, der ebenfalls erschossen werden sollte, entging diesem Schicksal aufgrund der Fürsprache eines ranghohen schlesischen SS-Führers. Er wurde später wieder freigelassen und in den SS-Dienst übernommen.
Hitler, der hinter Himmler fuhr, vermutete, seinem Leibdiener Heinz Linge zufolge, unmittelbar nach dem Vorfall, dass der tatsächliche oder vermeintliche Anschlag nicht Himmler, sondern ihm gegolten habe. Linge erklärte zudem in seinen Memoiren, dass der Vorfall dazu geführt habe, dass Hitlers Automobile bald nach diesem Ereignis mit kugelsicherer Panzerung ausgestattet wurden.

## Rezeption in der ausländischen Presse
In der deutschen Presse durfte über das „Attentat“, das auf Weisung der Geheimpolizei vor der Öffentlichkeit streng geheim gehalten wurde, nicht berichtet werden. Da ausländische Pressevertreter in Berlin trotzdem von ihm erfuhren, erschienen jedoch nach einigen Tagen ausländische Presseberichte über den Vorgang. So veröffentlichte die Emigrantenzeitung Pariser Tageblatt am 25. Juni 1934 einen kurzen Artikel „Attentat auf Himmler“, der die Leser über den Vorfall in Kenntnis setzte, wobei die Verfasser des Artikels selbstverständlich davon ausgingen, dass es sich um ein authentisches Attentat gehandelt habe und keine andere Möglichkeit in Betracht gezogen wurde.
Die in Prag sitzende Exil-SPD (Sopade) ging in ihren Deutschlandberichten – hierbei handelte es sich um in der Zentrale der SOPADE auf Grundlage von Mitteilungen von Informanten in Deutschland zusammengestellte Berichte über die innenpolitische Gesamtentwicklung und über besondere Einzelereignisse – ebenfalls davon aus, dass es sich bei dem Vorgang in der Schorfheide um ein Attentat gehandelt habe, wobei sie die Täter in den Reihen der SA vermutete. Als Ziel des Attentates identifizierte sie jedoch Hitler – Himmler sei nur durch einen Zufall derjenige gewesen, dessen Auto von dem Attentäter unter Beschuss genommen wurde: Der Attentäter hätte Hitler in diesem Auto vermutet. So hieß es in dem Bericht:

„Aus Kreisen der SS stammt die Meldung, daß anläßlich der Bestattung von Görings Frau in Karinhall (Schorfheide) tatsächlich ein Attentat auf Hitler versucht worden sei. Hitler sei wie immer mit einem größeren Schutzgefolge in vier Wagen angefahren. Er nehme stets in einem anderen Wagen Platz, so daß man nie genau wisse, welchen er bei der jeweiligen Fahrt benutzt. Bei der Fahrt nach der Schorfheide glaubte man aber zu wissen, daß er im ersten Wagen fahre. Auf diesen Wagen ist dann von SA-Leuten geschossen worden. In diesem Wagen saß aber unter anderem Himmler, der eine schwere Verwundung durch Schuß in den Arm erlitten hat. Aus diesem Grunde sei Himmler seitdem auch nicht mehr in der Öffentlichkeit zu sehen gewesen und selbst bei der blutigen Aktion gegen die Rebellen [Aktion vom 30. Juni 1934] nicht in Aktion getreten. Hitler aber hat im dritten Wagen gesessen.“

In der inländischen deutschen Presse – die vom Regime kontrolliert wurde – wurde das angebliche Attentat erst im Juli 1934 bekannt gegeben. In der Zeitung Der Deutsche hieß es am 19. Juli:

„Nun wird der Schuss klar, der einen kurz vor der Revolution durch die Windschutzscheibe seines Autos haarscharf am Kopf vorbeiging, auf den es in diesen Tagen der Rettung des Reiches sehr angekommen ist.“

In dem betreffenden Artikel wurde der SA-Standartenführer Julius Uhl, der am 2. Juli 1934 exekutierte Führer der Leibwache des SA-Chefs Ernst Röhm, mit dem Attentat in Verbindung gebracht, wobei Uhl als „ein Individuum, das nicht den ersten Mord verübte ...“ charakterisiert wird.

## Zeugenbericht über den Vorfall im Überblick
Hitlers Pressechef Otto Dietrich, der Zeuge des Vorfalls wurde, gab in seinen Lebenserinnerungen die folgende Schilderung des Vorgangs:

„Auf der Fahrt durch den Wald von Berlin zur Schorfheide, wo Göring wohnte, durchschlug einmal ein Gegenstand von Kugelgröße seine [Himmlers] damals noch ungesicherte Windschutzscheibe; ob es sich um ein Geschoß oder einen abgesprungen Stein gehandelt hat – wie ich annahm, da keinerlei Abschußknall wahrgenommen wurde –, konnte nicht ermittelt werden.“

Hitlers Leibdiener Heinz Linge, der das Ereignis ebenfalls persönlich miterlebte, schrieb in seinen Memoiren:

„Vor uns fuhr Heinrich Himmler. Plötzlich krachten aus dem Dickicht des Waldes Schüsse. Himmlers Wagen stoppte. Er war getroffen worden. Himmler, tief erschrocken und bleich, erklärte Hitler hastig, daß man auf ihn geschossen habe. Nach dem Zwischenfall setzten wir die Fahrt fort, und Hitler sagte: »Das hat sicher mich treffen sollen, da Himmler ja normalerweise nicht vor mir fährt. Außerdem ist bekannt, daß ich stets neben dem Fahrer sitze. Die Einschüsse in Himmlers Wagen befinden sich in dieser Richtung.«“

Himmlers Vorgänger als Chef der Gestapo, Rudolf Diels, notierte in seinem Buch Lucifer ante Portas über den Vorfall in der Schorfheide:

„Auf der Fahrt nach der Schorfheide war von hinten auf Himmlers Kraftwagen «geschossen» worden. Der Täter hatte «ohne Zweifel» Hitler treffen wollen. Es gab Razzien und Verhaftungen und eine lange anhaltende Erregung – ob eines harmlosen Steinschlags, der das Rückfenster des Wagens getroffen hatte. Aber es war eine der Praktiken, um Hitler in die rechte Stimmung für die Gewalttaten des 30. Juni zu versetzen. Die Clique hat das Mißtrauen, den Wahnwitz und die Willkür geboren.“

Hans Bernd Gisevius der als Mitarbeiter des Innenministeriums zeitgenössisch aus zweiter Hand über das „Attentat“ unterrichtet wurde, schrieb hierzu in seinem Buch Bis zum bitteren Ende, das erstmals 1946 erschien:

„Alles ist unterwegs, Reichsminister, Diplomaten, das Führerkorps der Partei, die Generäle. Auch Hitler ist zugegen. Die Zeremonie soll soeben beginnen, der Gauleiter Kube memoriert ein letztes Mal seinen Willkommensgruß an die vor zwei Jahren hingeschiedene 'edelste Frau Deutschlands' – sie stammt aus Schweden –, da erscheint, kreidebleich, aufgeregt, Himmler. Hastig zieht er Göring, beiseite, dieser bemüht Hitler, und vor den erstaunten Gästen findet ein Kriegsrat statt. Himmler fordert die sofortige Erschießung von vierzig Kommunisten: auf der Fahrt zur Schorfheide hat man nach ihm geschossen; die Kugel ist mitten durch das Schutzglas des Automobils gegangen. Nur der »Vorsehung« verdankt er sein Leben. Wenige Stunden darauf erzählt mir Daluege lachend von diesem Vorfall. […] Mit der Miene eines vollendeten Biedermanns erbietet er [Daluege] sich, dieses Attentat aufzuklären. Den Originalbericht dieses Untersuchungsergebnisses habe ich seinerzeit an mich genommen. Er ist eine wertvolle Anlage zu den Vorgängen über den 30. Juni. Denn an diesem Tage müssen zwei SA-Standartenführer als die angeblichen Attentäter ins Gras beißen. Himmler läßt sie erschießen, obwohl jener ihm vorgelegte Bericht unzweideutig erweist, daß das Loch in der Schutzscheibe überhaupt nicht von einem Schuss, sondern von dem Steinschlag eines mit mehr als hundert Kilometer Tempo seinen Wagen überholenden anderen Autos stammte. Derselbe Himmler der zunächst wahllos vierzig Kommunisten niedermetzeln will, greift sich also später ebenso willkürlich zwei SA-Führer heraus, die vielleicht alles mögliche andere verbrochen, jedoch bestimmt nicht auf ihn geschossen haben. Ist das ein Widerspruch? Nein. Den Schreck in den Gliedern will Himmler zunächst einmal schnelle Rache haben. Alle Welt soll wissen, wie teuer ein Anschlag auf ihn zu stehen kommt. Doch zugleich passt ihm diese gruselige Geschichte wie gerufen in seine Vorbereitungen für den 30. Juni. Kaltberechnend schiebt er daher das Attentat der SA zu. Weiß der Teufel, jetzt müssen Hitler und Göring begreifen, wie weit sich bereits die Karl Ernst, Heines und Röhm hervorwagen! Wo so etwas ausgeheckt wird, da muss die Spannung unerträglich sein. Und so gibt es ab Mitte Juni tatsächlich keinen Kompromiß mehr. Es geht nicht mehr auf Biegen, sondern nur noch auf Brechen. Die zweite Welle rollt mächtig heran. Jedermann spürt, diesmal wird sie die Revolutionäre selber erfassen. Wer wird wen schlucken? So lautet die allgemeine Frage.“

Und an einer anderen Stelle ergänzt er: „Belding ist einer der beiden SA-Standartenführer die das angebliche Attentat auf Himmler in der Schorfheide gemacht haben. Da ‚man‘ das ‚weiß‘ ist es besser, man fragt erst gar nicht. Lichterfelde [d.h. Erschießung].“